# روبیک غورهانس
روبیک غورهانس  بازیکن فوتبال بازنشسته در پست مهاجم ارمنی‌تبار اهل ایران است که در جام تخت جمشید بازی کرد.

## باشگاهی
از باشگاه هایی که در توپ زده‌است می‌توان آرارات تهران را اشاره کرد.